# Ostrý (hrad, okres Litoměřice)
Ostrý je zřícenina hradu jihovýchodně od Milešova na kopci Ostrý (553 m n. m.) v Českém středohoří v katastrálním území Března, části obce Velemín v okrese Litoměřice v Ústeckém kraji. Byl založen ve třicátých letech 15. století a v polovině 16. století byl opuštěn. Z hradu se dochovaly jen malé zbytky zdiva, které jsou chráněny jako kulturní památka.

## Historie

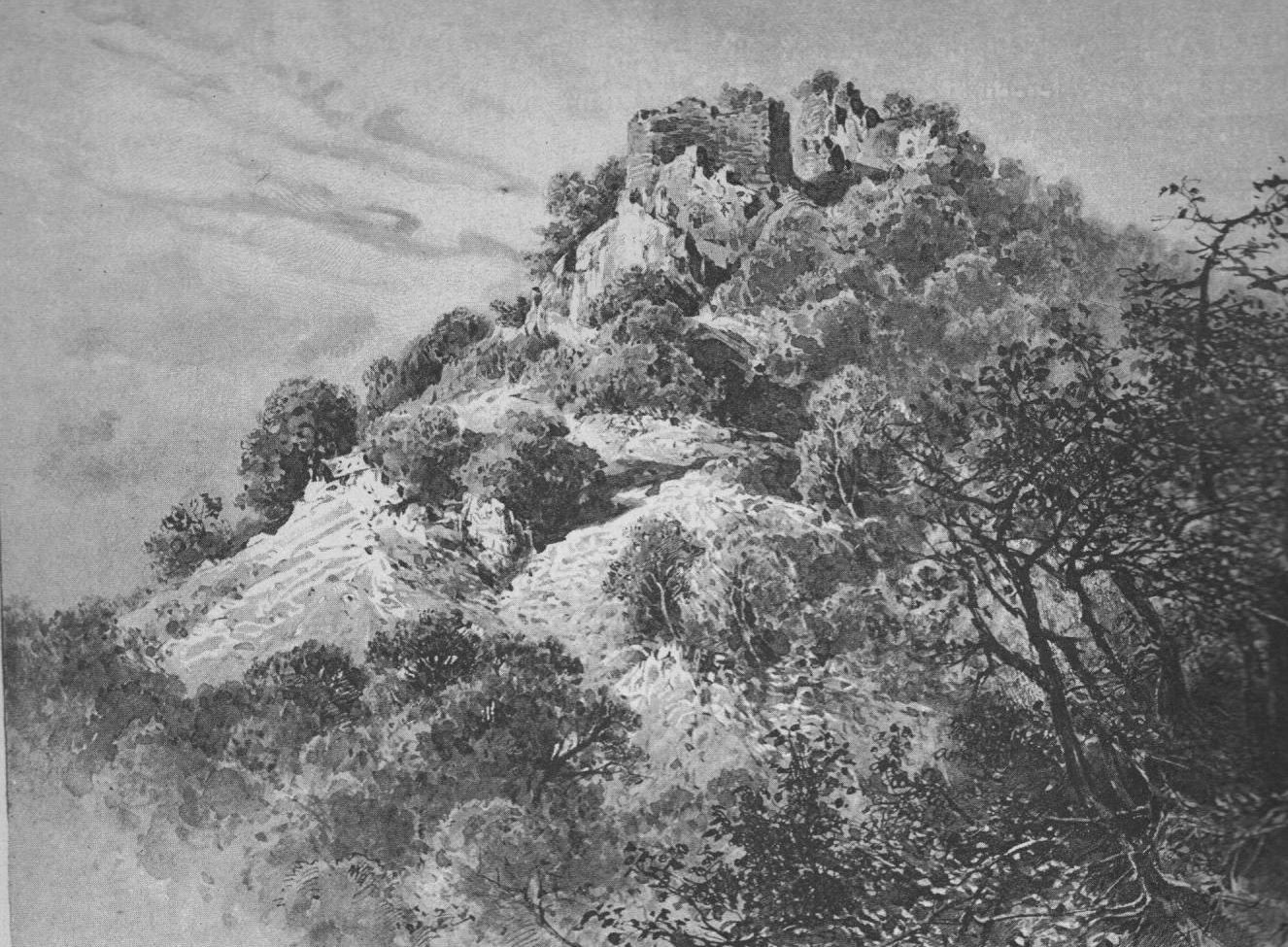
Hrad v roce 1892 (vyobrazení v Ottových Čechách)

Vznik hradu spadá do husitského období. Založil ho kolem roku 1430 Václav Kaplíř ze Sulevic. Spolu s Košťálovem byl Ostrý opěrným bodem kaplířovského dominia na Lovosicku. Poprvé je v písemných pramenech hrad zmíněn roku 1436, kdy se uvádí Václav ze Sulevic seděním na Ostrém. Jeho potomci se nazývali Osterští ze Sulevic. Z majetku rodiny zakladatelů hradu se Ostrý dostal na počátku 16. století. V roce 1508 koupil hrad Albrecht Libštejnský z Kolovrat, po jehož smrti zdědili hrad Valdštejnové. Ještě v roce 1535 byl hrad obýván. Když v roce 1565 prodával Jan mladší z Valdštejna část svého majetku Janu Černínovi z Chuděnic, uvádí se v kupní smlouvě zámek pustey Vostrey. Na konci 18. století zde jakýsi zedník se souhlasem vrchnosti postavil zděné stavení a v něm zřídil pivní šenk a tančírnu. Po jejich zániku zůstal hrad opuštěn.

## Stavební podoba hradu
Hrad je zajímavým příspěvkem k vývoji hradního opevnění v jeho závěrečné fázi. Měl dvoudílnou dispozici. První, spodní část tvořil opevněný vstupní koridor s velkou polygonální baštou (bollwerkem). V tomto prostoru se dochoval 11,5 m dlouhý sklep s valenou klenbou. Druhou, obytnou část tvořil hradní palác, situovaný na vrcholu skály. Počet bran, které chránily přístup do hradního jádra, zatím není jasný. Z první brány, kterou se vcházelo do předhradí, se při původní přístupové cestě dochovaly malé zbytky zdiva. Lépe dochována je druhá brána sklenutá lomeným obloukem. Přichází se k ní po schodišti, které zřejmě pochází až z 19. století, nicméně respektuje původní přístup. Z paláce, který stál na nejvyšším místě skalního ostrohu, zůstaly nadzemní části zdiva. Dochovány jsou rovněž zbytky bašty chránící na západě přístupovou cestu. Bašta byla z hradu přístupná po můstku.

## Přístup k hradu
Původní cesta na Ostrý vedla z Milešova přes osadu Mlýnce. Dnes se využívá modrá turistická značka, na kterou lze nastoupit buď ve Březně, nebo na turistickém značení „Kocourov rozcestí“ umístěném na silnici spojující Milešov a Kocourov. Modrá značka vede až ke hradu.

## Galerie

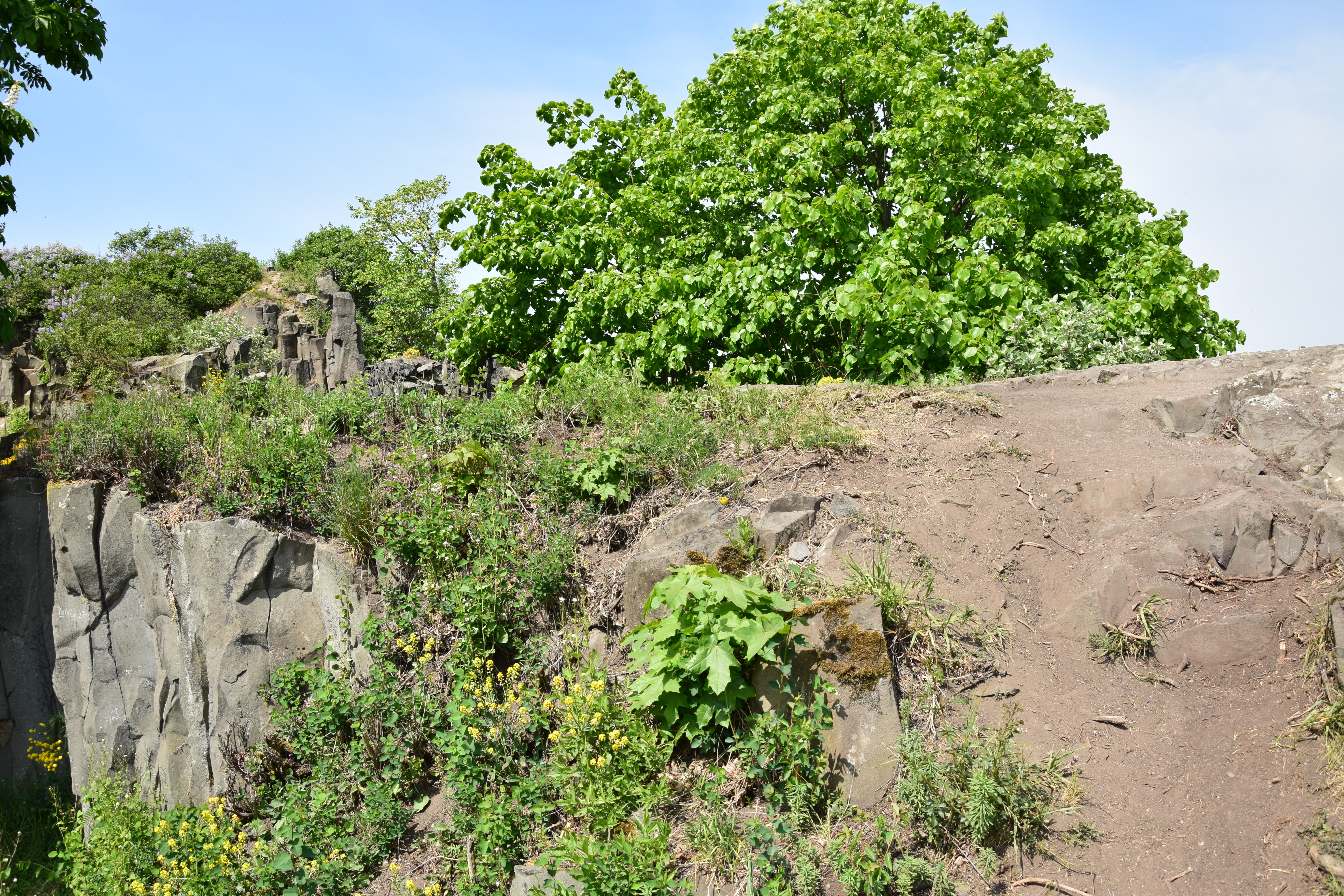
Východní část hradního jádra
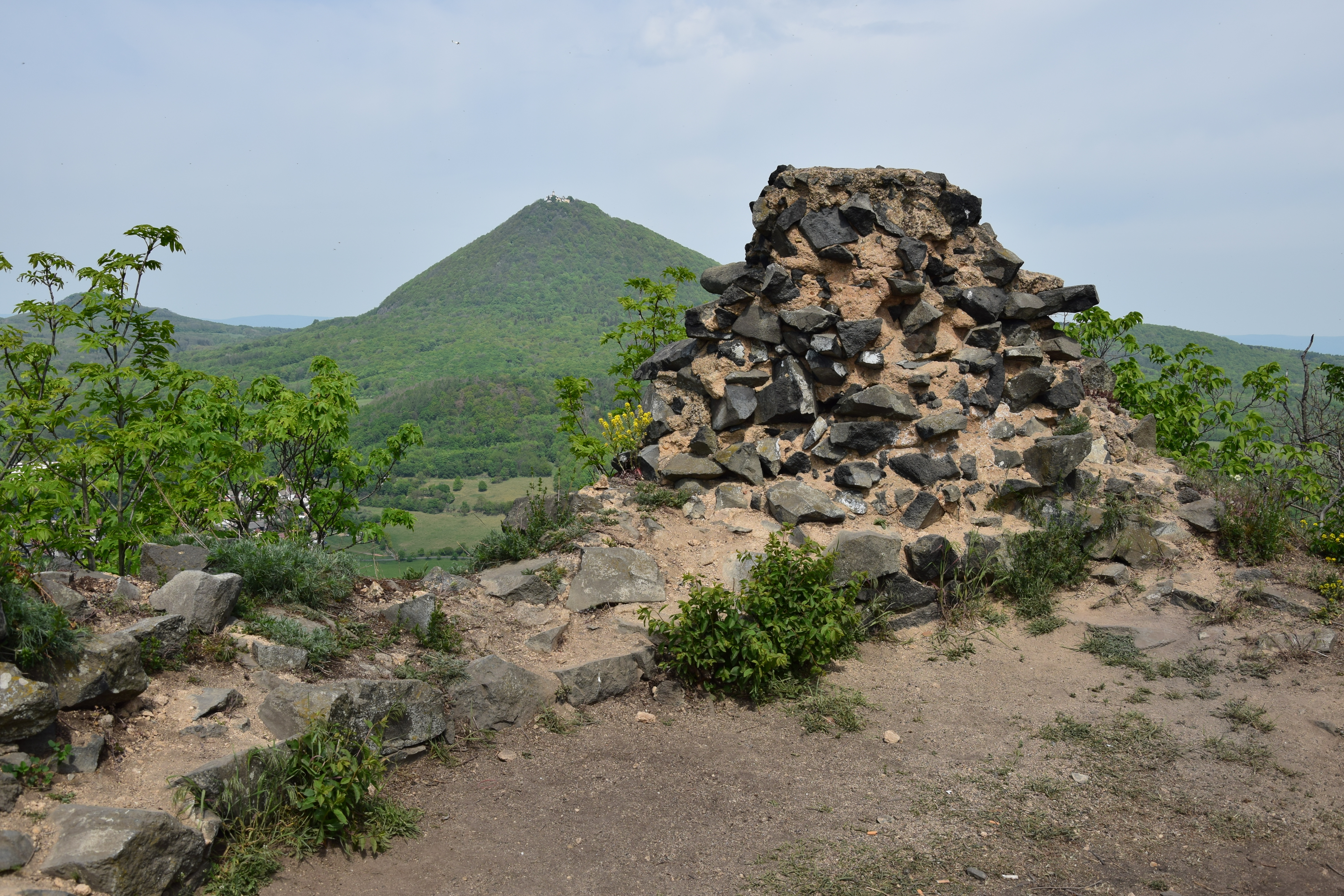
Torzo bašty s Milešovkou v pozadí
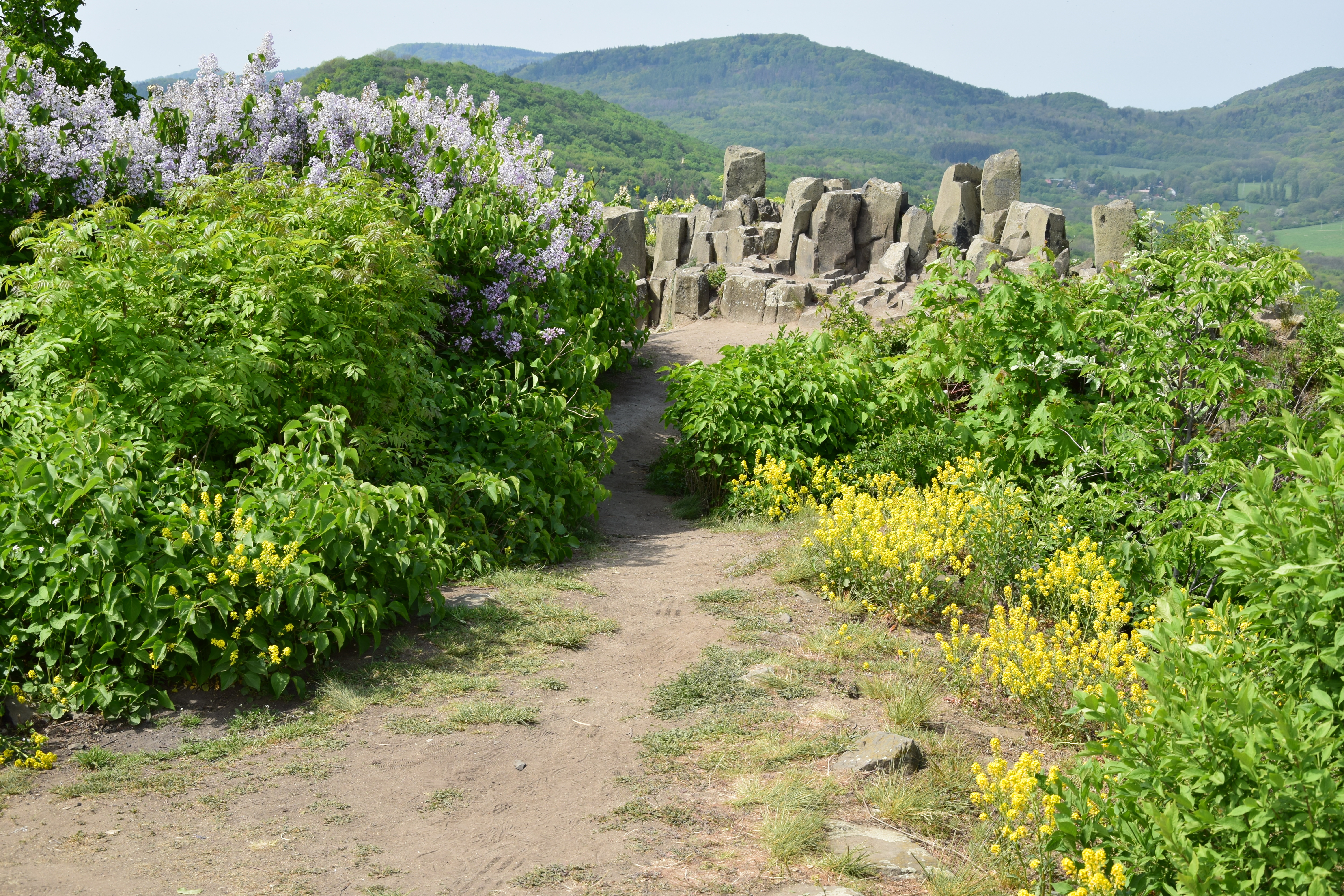
Vrcholová část vrchu, na které stával hraní palác
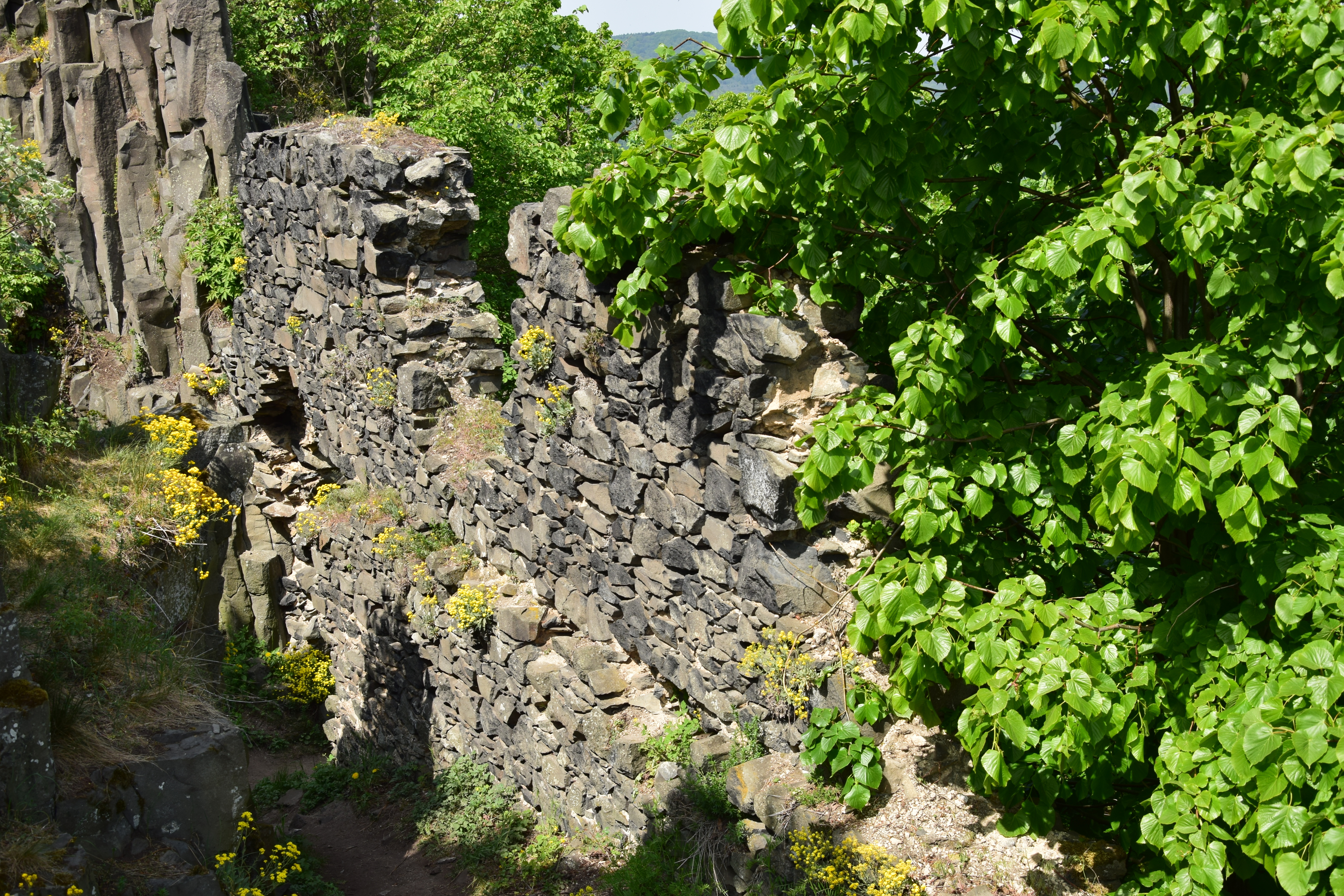
Hradba